# A Caçada ao Outubro Vermelho
A Caçada ao Outubro Vermelho é um thriller tecnológico, sendo o livro de estreia de Tom Clancy. Ele foi publicado originalmente em 1984, como parte da série de livros do Universo Jack Ryan. Ele foi o primeiro livro de Clancy a ser adaptado ao cinema no filme homônimo de 1990.
O livro, que conta a história da deserção da tripulação de um submarino russo, fez parte da lista de best-sellers do New York Times depois que o então presidente dos Estados Unidos Ronald Reagan elogiou o livro abertamente. A elaboração de cenários militares plausíveis no romance de Clancy foi tão realista que, quase imediatamente após seu lançamento, ele se tornou o autor favorito dos militares dos Estados Unidos. Alguns de seus livros até mesmo se tornaram leitura obrigatória em academias militares dos EUA.

## Sinopse
Um submarino nuclear de última geração, incapaz de ser detectado pelos radares inimigos, é enviado para águas internacionais sob o comando do exemplar oficial Ramius pelo comando da União Soviética. O Kremlin, porém, não imagina que o nobre comandante pretende levar o submarino e entregá-lo de presente nas mãos do governo norte-americano. Para tanto, o oficial precisa convencer sua tripulação de que cada manobra faz parte da missão sem que descubram suas verdadeiras intenções.